# Emine
Emine ist ein türkischer weiblicher Vorname.

## Herkunft und Bedeutung
Emine ist eine weibliche Form des türkischen Vornamens Emin. Emine ist arabischer Herkunft (arabisch الأمينة) und bedeutet „vertrauenswürdig“.

## Varianten
- Emina, Amina

## Namensträgerinnen
- Emine Ayna (* 1968), zazaischstämmige türkische Politikerin (DTP)
- Emine Bozkurt (* 1967), niederländische Politikerin (PvdA)
- Emine Demirbüken-Wegner (* 1961), deutsche Kommunalpolitikerin (CDU)
- Emine Erdoğan (* 1955), Ehefrau des türkischen Politikers Recep Tayyip Erdoğan
- Emine Selda Kırdemir (* 1998), türkische Leichtathletin
- Emine Hatun Mechaal (* 1995), türkische Leichtathletin
- Emine Nazikeda (1866–1941), letzte Kaiserin des Osmanischen Reiches
- Emine Sevgi Özdamar (* 1946), deutsche Schauspielerin, Theaterregisseurin und Schriftstellerin
- Emine Seçkin (* 1980), türkische Badmintonspielerin
- Emine Semiye (1864–1944), türkische Schriftstellerin und Frauenrechtlerin
- Emine Ülker Tarhan (* 1963), türkische Juristin und Politikerin (CHP)
- Emine Naciye Tevfik (≈1875–1960), osmanisch-türkische Malerin